# Iuventa Michalovce
Maillots
Dernière mise à jour : 15 décembre 2023.
Le Iuventa Michalovce est un club féminin de handball basé à Michalovce en Slovaquie.

## Palmarès
compétitions internationales
- 1/8 de finale de la coupe de l'EHF en 2007, 2008 et 2014
- 1/8 de finale de la coupe des vainqueurs de coupe en 2009

compétitions transnationales
- vainqueur de la Ligue tchèque et slovaque (en) (10) : 2005, 2006, 2007, 2009, 2014, 2015, 2016, 2017, 2019, 2022

compétitions nationales
- Championnat de Slovaquie
  - vainqueur (14) : 2003, 2006, 2007, 2011, 2012, 2013, 2014, 2015, 2016, 2017, 2018, 2019, 2021, 2022
  - deuxième (4) : 2005, 2009, 2010, 2023
- Coupe de Slovaquie (sk) :
  - vainqueur (13) : 2003, 2008, 2011, 2013, 2014, 2015, 2016, 2017, 2018, 2019, 2020, 2022, 2023
  - finaliste (3) : 2002, 2006, 2009

## Personnalités liées au club
- Petra Beňušková
- Lenka Černá
- Olga Perederiy
- Martina Školková